# Butera (Szicília)
Butera település Olaszországban, Szicília régióban, Caltanissetta megyében. Lakosainak száma 4164 fő (2023. január 1.). Butera Gela, Licata, Mazzarino, Ravanusa és Riesi községekkel határos.

## Népesség
A település népességének változása:
| Lakosok száma | 4691 | 4620 | 4164 |
|               | 2017 | 2018 | 2023 |